# Lago Bradley
El lago Bradley es un pequeño  lago de Estados Unidos, situado en el estado de Wyoming, en el condado de Teton. Tiene una superficie de apenas 0,91 km².

## Geografía
El lago se encuentra en el parque nacional de Grand Teton, al término del cañón Garnet. Una serie de senderos, se encuentran  cerca del lago incluyendo uno de 6,4 kilómetros ida y vuelta desde  el aparcamiento del lago Taggart. El lago se encuentra a unos 800 metros al norte del lago Taggart. Tiene una longitud de 1,2 kilómetros y una anchura máxima de 720 metros .